# Armoiries de l'Afrique du Sud
Les armoiries de l'Afrique du Sud sous leurs formes actuelles ont été adoptées le 27 avril 2000. Elles remplacent les précédentes approuvées le 17 septembre 1910. Les modifications effectuées répondent au désir de symboliser les changements constitutionnels intervenus depuis 1994 ainsi qu'un nouveau sentiment patriotique.

## Symbolisme des actuelles armoiries
Le blason est composé de deux cercles dissimulés par les symboles, et qui symbolisent l'infinité. Dans la partie inférieure, on peut lire la devise nationale : ǃke e: ǀxarra ǁke qui signifie en ǀxam « Peuples divers, unis ». La forme du blason est définie par les défenses d'éléphant qui se ferment dans la partie supérieure pour former l'horizon, où apparait un soleil levant, formant le microcosme qui représente la renaissance spirituelle de la nation sud-africaine. Dans la partie supérieure, on peut voir un messager sagittaire qui symbolise la protection du pays. À l'intérieur du blason, on peut voir deux figures humaines qui sont tirées des peintures rupestres Bochimans. Plusieurs figures, sont placées de face, en position de salut et de signal d'unité.
Dans la partie supérieure du blason, on peut voir croisées une lance et un knobkierie.

## Symbolisme des anciennes armoiries
Conférées par arrêté royal du 17 septembre 1910, les quatre quartiers du blason représentaient les quatre colonies fondatrices de l’Union d'Afrique du Sud et avaient été conservés en 1961 lors de la proclamation de la République d'Afrique du Sud.
Dans la première partition, la colonie du Cap est représentée par la déesse Espérance. Dans la deuxième partition, les bêtes sauvages représentent la colonie du Natal. Dans la troisième, des orangers cultivés représentent l'état libre d'Orange alors que dans la quatrième partition, un chariot de voortrekkers représente le Transvaal.
Les deux animaux qui soutiennent le blason sont le springbok et l'Oryx. Le premier trouve ses origines dans les armoiries de la colonie de la rivière Orange alors que l'Oryx les trouve dans celles de la colonie du Cap. Enfin, le lion posant ses pattes sur 4 livres fait allusion à l'unité et à la devise du pays, Ex Unitate Vires (l'union fait la force), elle-même reprise de la devise en néerlandais de l’ancienne République sud-africaine du Transvaal (Eendracht Maakt Macht).

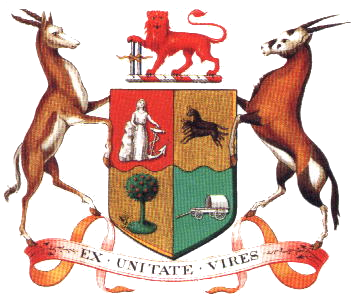
1910-1930
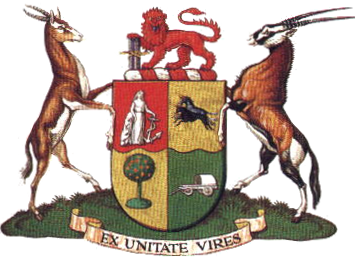
1930-1932
1932-2000